# Findanus Petersen
Jeppe Findanus Petersen (født 17. februar 1818 på Store Munkegaard i Aaker, død 6. marts 1900 i København) var en dansk urmager og bornholmsk folketingsmand. Han var far til Julius Petersen.
Han var søn af Hans Peter Petersen og Marine Else Cathrine Munch og kom i urmagerlære i Rønne, hvor han fik borgerskab i 1847. Allerede samme år blev han formand for byens urmagerlaug, og fra 1849 til 1851 virkede Petersen også som kommunal revisor. I 1857 flyttede han til Nexø, hvor han boede de næste ti år, og her blev han borgerrepræsentant (1861) og medlem af amtsrådet (1862). Begge poster forlod han i 1867, da han flyttede til København for at leve resten af sit liv som rentier. I 1851 var han blevet valgt til Folketinget for Venstre i Rønnekredsen, og han var på tinge indtil 1858. I 1869 forsøgte han forgæves at få genvalg ved at lade sig opstille i Bælumkredsen.
Findanus Petersen var ikke medlem af Bondevennernes organisation, men han stemte sammen med dem i folketingssalen. Han havde på egen hånd tilegnet sig gode kundskaber, og han var en veltalende debattør. Men hans politiske aftryk blev få, for hvor lokalbefolkningen syntes godt om ham, var han mindre velset blandt embedsstanden på øen. Under sit besøg på Bornholm i 1851 havde Petersen dog truffet kong Frederik VII og grevinde Danner, og kongen lod siden forstå, at han havde den største respekt for folketingsmanden. Petersen så op til Viggo Hørup, som var en af flere kendte gæster i hans hjem i København, hvor også Holger Drachmann, Harald Høffding, maleren Viggo Johansen og kunsthistorikeren Karl Madsen hørte til omgangskredsen. Dog måtte Petersen reducere sin sociale omgang i sin alderdom, da han den sidste snes år af sin levetid blev påvirket af kraftig stammen.
Han blev gift første gang 9. december 1839 i Rønne med Margrethe Kristine Tranberg (1815-55), datter af skibsfører Jørgen Tranberg, Gudhjem, og anden gang 29. marts 1857 i København med Cecilie Kirstine Grønnegaard (1828-69), datter af skibsfører Lars Grønnegaard, Nexø.